# Podocarpus grayae
Podocarpus grayae é uma espécie de conífera da família Podocarpaceae.
Apenas pode ser encontrada na Austrália.